# Newbiggin (Tyne and Wear)
Newbiggin var en civil parish från 1866 till 1955 då den blev en del av Woolsington, i grevskapet Northumberland (nu Tyne and Wear), i England. Denna civil parish hade 217 invånare år 1951.